# Зенковский, Аркадий Иванович
Аркадий Иванович Зенковский (1920-1945) — Гвардии старший лейтенант Рабоче-крестьянской Красной Армии, участник Великой Отечественной войны, Герой Советского Союза (1945).

## Биография
Аркадий Зенковский родился 9 февраля 1920 года в селе Большой Кусеряк (ныне — Аромашевский район Тюменской области). После окончания семи классов школы работал в колхозе. В феврале 1943 года Зенковский был призван на службу в Рабоче-крестьянскую Красную Армию. С мая того же года — на фронтах Великой Отечественной войны. К январю 1945 года гвардии старший лейтенант Аркадий Зенковский командовал ротой 10-го гвардейского стрелкового полка 6-й гвардейской стрелковой дивизии 13-й армии 1-го Украинского фронта. Отличился во время освобождения Польши.
12 января 1945 года рота Зенковского прорвала немецкую оборону и преследовала отходящие части противника, нанеся тому большие потери. 26 января рота первой переправилась через Одер к югу от Штейнау (ныне — Сьцинава) и в течение трёх суток отражала немецкие контратаки. 31 января 1945 года Зенковский погиб в бою.
Указом Президиума Верховного Совета СССР от 10 апреля 1945 года старший лейтенант Аркадий Зенковский посмертно был удостоен высокого звания Героя Советского Союза. Также был награждён орденом Ленина и двумя орденами Красной Звезды.